# Landolphia owariensis
Landolphia owariensis es una especie de liana de la familia Apocynaceae que se encuentra en África tropical. El látex se puede extraer de esta planta para la fabricación de caucho natural. Otros nombres para esta enredadera son eta, la vid de caucho blanco y la planta del caucho del Congo. Fue un caucho comercial exportado del Congo Belga a partir de 1890, más notable por su cosecha forzada en condiciones de gran sufrimiento humano, en el Estado Libre del Congo, detallado en el «Informe de Casement» de 1904. Algunas estimaciones indican que durante 1885-1908 alrededor de 10 millones de personas fueron asesinadas en la industria del caucho en el Congo.

## Descripción

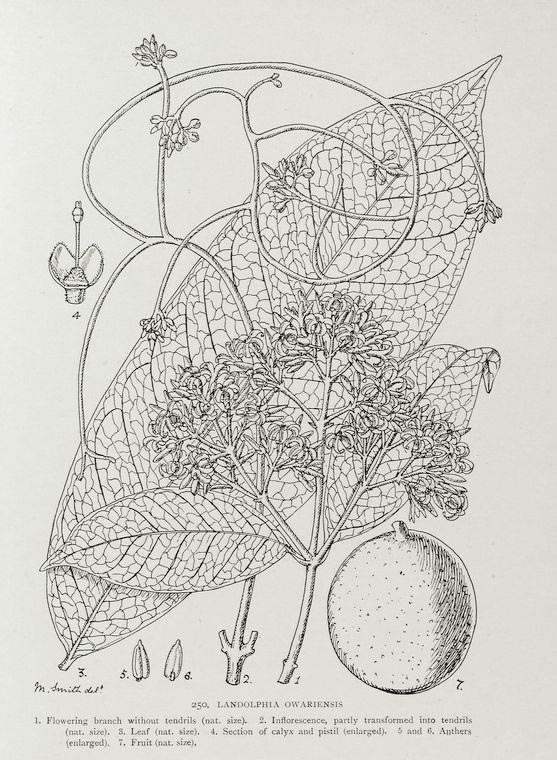
Ilustración botánica.

Cuando crece en la sabana, Landolphia owariensis es un arbusto erguido o pequeño, pero cuando crece entre árboles, puede convertirse en una enredadera leñosa con un tallo que crece hasta un metro de ancho y 100 m de largo. La corteza es áspera, de color marrón oscuro o marrón grisáceo, y a menudo está cubierta de lenticelas de color amarillo pálido; cuando está dañada, desprende un jugo lechoso. Las hojas crecen en pares opuestos y son oblongas, elípticas u obovales, hasta 25 por 12 cm. Las hojas jóvenes son rojizas al principio, pero los lados superiores de los limbos de las hojas se vuelven más tarde de color verde oscuro y brillantes, con una nervadura central pálida. Las flores están en panículas terminales. Los pedúnculos y los lóbulos del cáliz están revestidos de pelos marrones, y el tubo y los lóbulos de la corola son amarillentos, rosados o blancos. Las flores son seguidas por frutos redondeados y arrugados que se asemejan a las naranjas. Estos son jugosos y ligeramente ácidos cuando están maduros, con tres semillas rodeadas de pulpa suave y comestible.
El tronco principal pronto se divide en varios tallos robustos que se ramifican repetidamente a medida que trepan sobre sus árboles anfitriones. Después de la caída del fruto, los tallos se alargan en zarcillos que se mueven en espiral y aseguran la enredadera a su huésped.

## Distribución y hábitat
L. owariensis es nativa de los trópicos de África, su rango se extiende desde Guinea en África occidental hasta Sudán y Tanzania en África oriental. Cuando crece en una sabana abierta, toma la forma de un arbusto, pero en áreas boscosas se convierte en una enredadera y puede trepar a los árboles, alcanzando alturas de 70 m o más. Tiene un rizoma que puede sobrevivir a los incendios forestales, arrojando fácilmente brotes que florecen y fructifican a una edad temprana, incluso antes de que las ramitas se hayan vuelto lignificadas.

## Usos
El fruto se recolecta para el consumo humano y se come fresco o fermentado en una bebida alcohólica.
El látex solía recogerse para la fabricación de caucho. El látex se coagula rápidamente después de la extracción, y un método tradicional de recolección era hacer una incisión en el tallo y permitir que el látex gotee sobre la mano y el brazo del recolector donde se coaguló rápidamente. Cuando este proceso se repitía varias veces, la «manga» de goma se desenrollaba del brazo. El látex se ha usado para mezclar con las semillas molidas de Strophanthus para hacer veneno de flecha y pegar el veneno a la punta de flecha. El látex también se usa solo como una cal de pájaro o liga para atrapar pájaros y animales pequeños. L. owariensis se ha utilizado ampliamente en la medicina tradicional, con las hojas y los tallos como antimicrobianos, y en el tratamiento de enfermedades venéreas y cólicos. Otros usos incluyen como vermífugo, purgante, analgésico y antiinflamatorio. Una decocción preparada de las hojas se usa contra la malaria y como purgante; la corteza se usa contra los gusanos y un extracto de las raíces contra la gonorrea. El látex que sale de las heridas puede ser bebido o usado como un enema para tratar las lombrices intestinales.
En los tiempos modernos Landolphia owariensis se utiliza principalmente por sus frutos, y ocasionalmente para la producción de bandas elásticas; fue una fuente importante de caucho de las naciones como Sierra Leona, Ghana y Nigeria a principios de los años 1900.

## Historia

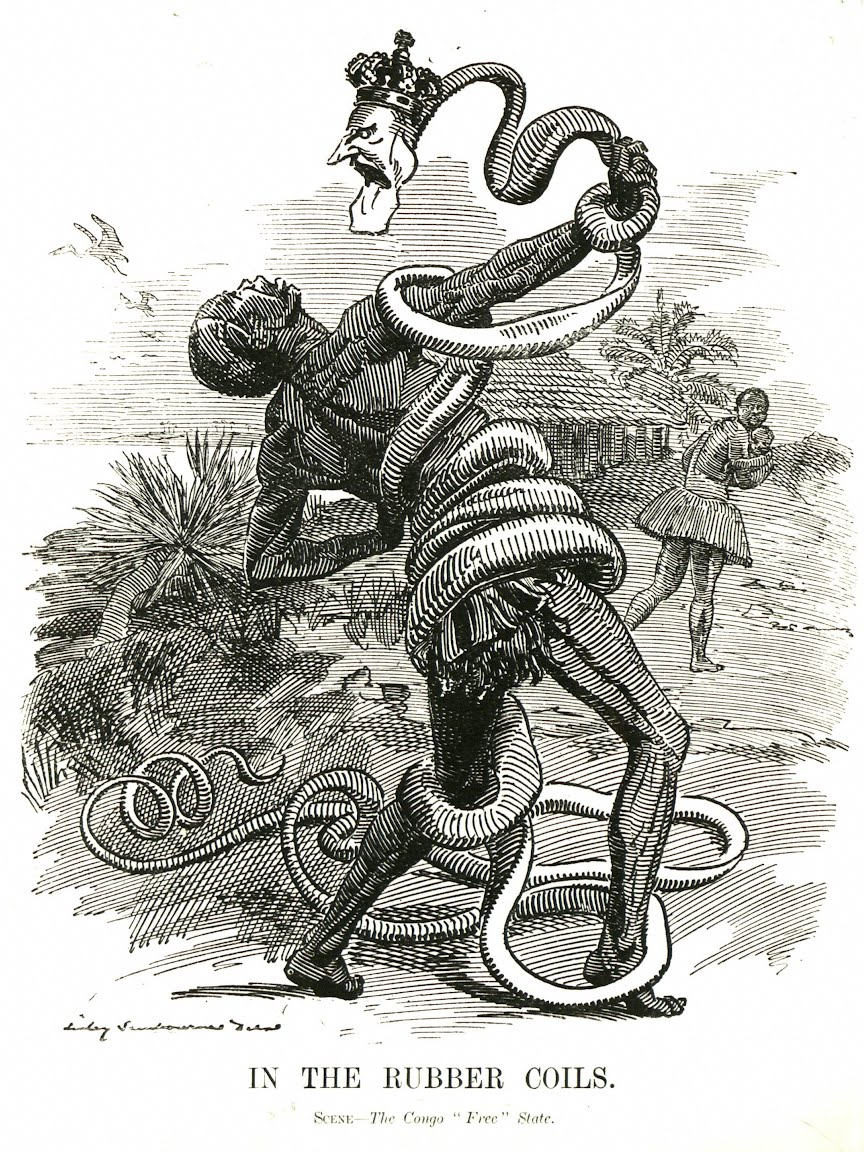
Una caricatura de 1906 de la revista satírica británica Punch, que representa al Rey Leopoldo II] como una enredadera de caucho enrollada alrededor del cuerpo de un congoleño.

En 1885, Leopoldo II de Bélgica estableció el Estado Libre del Congo bajo los auspicios de la Asociación Internacional del Congo, asegurando el acuerdo de la comunidad europea con la afirmación de que estaba involucrado en el trabajo humanitario y filantrópico. Para monopolizar los recursos de todo el Estado Libre del Congo, Leopold emitió tres decretos en 1891 y 1892 que redujeron la población nativa a siervos. Colectivamente, estos obligaron a los nativos a entregar todo el marfil y el caucho, cosechados o encontrados, a los oficiales del estado, casi completando así el monopolio de Leopoldo sobre el comercio de marfil y caucho. El caucho procedía de enredaderas salvajes de la selva, a diferencia del caucho de  la Primera República Brasileña (Hevea brasiliensis), que fue sacado de los árboles. Para extraer el caucho, en lugar de golpear las enredaderas, los trabajadores congoleños los cortaban y enjabonaban sus cuerpos con el látex de caucho. Cuando el látex se endureció, se raspaba de la piel de una manera dolorosa, ya que se le quitaba el pelo al trabajador con él.

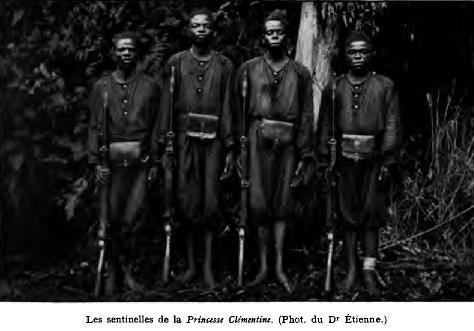
Soldados de la Force Publique en 1900.

La Force Publique, el ejército del Estado Libre, se utilizó para hacer cumplir las cuotas del caucho. Durante la década de 1890, el papel principal de la Force Publique era imponer un sistema de trabajo corvea para promover el comercio del caucho. Armado con armas modernas y el chicote «látigo de cuero hecho de piel de hipopótamo», la Force Publique rutinariamente tomaba y torturaba rehenes, masacraba familias de rebeldes y azotaba y violaba a los congoleños. El incumplimiento de las cuotas de recogida de caucho se castiga con la pena de muerte. Se quemaron aldeas recalcitrantes y a veces se exigió a los soldados de la Force Publique que entregaran una mano cortada de sus víctimas como prueba de que no habían hecho un uso indebido de sus armas.

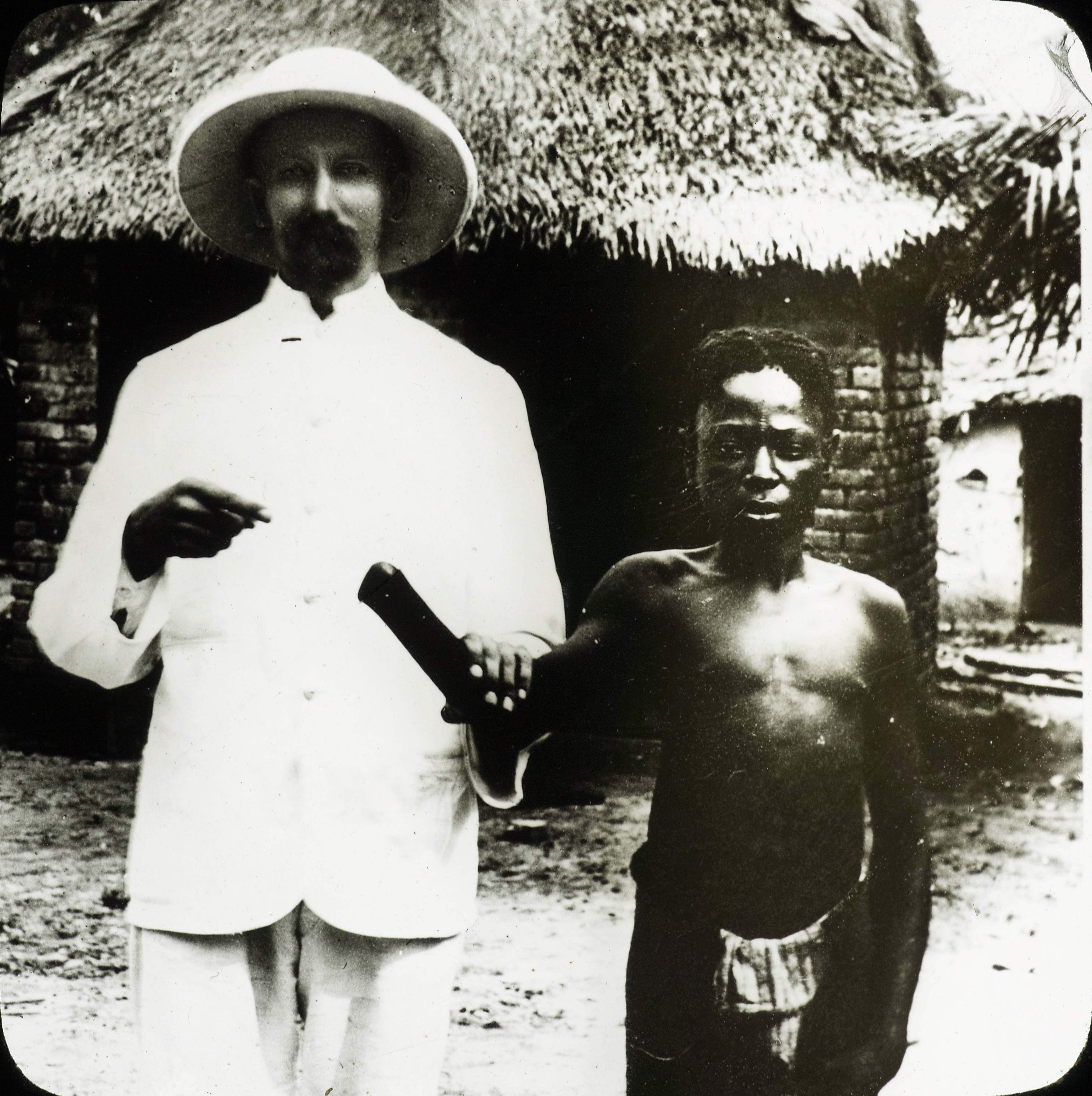
Víctima de la industria del caucho en el Congo. La mano cortada era un castigo por un trabajo que no era lo suficientemente eficiente.

Un sacerdote católico cita a un hombre, Tswambe, hablando de un odiado funcionario del estado, Léon Fiévez, quien dirigía un distrito a lo largo del río de 500 kilómetros  al norte del Pool Malebo:

Todos los negros veían a este hombre como el demonio de de la región....De todos los cuerpos muertos en el campo, tenías que cortarle las manos. Quería ver el número de manos cortadas por cada soldado, que tenían que llevarlas en canastas... Una aldea que se negaba a proporcionar caucho sería barrida completamente. Cuando era joven, vi al soldado Molili, que vigilaba la aldea de Boyeka, tomar una red, poner a diez nativos arrestados en ella, pegar grandes piedras a la red y hacerla caer al río....El caucho causa estos tormentos; por eso ya no queremos oír hablar de su nombre. Los soldados obligaron a los jóvenes a matar o violar a sus propias madres y hermanas.

### Métodos históricos de producción
Según un artículo de 1905 —poco después del pico de producción del Congo—:

Los cauchos Kasai rojo y Congo se obtienen de la misma especie de enredaderas, a saber, Landolphia, Owariensis Pal. Beauv., L. Gentilii De Wild y L. Droogmansiana De Wild. La diferencia de color, que es la principal distinción, se debe probablemente a las diferentes condiciones climáticas de los dos distritos y a los diferentes modos de recolección y coagulación, y no a ninguna propiedad inherente a los latices. La "Landolphia Klainei" también da un caucho rojizo cuando se cultiva en las mismas condiciones que las especies mencionadas anteriormente.  El color rojo del caucho parece acentuarse cada vez más a medida que la zona en la que se cultiva la venredadera se aleja más de la zona conocida como Gran Bosque Ecuatorial. En el sur del territorio del Congo, por ejemplo, la latitud 7Sup y 8Sup, el caucho indio recolectado es casi rojo. En el Alto Congo el látex de estas variedades es muy acuoso, mientras que en el distrito de Kasai es espeso. En el primer distrito se coagula por medio de bosanga, y en el segundo se coagula espontáneamente en contacto con el aire.

El método bosanga se describe en el Journal of the African Society de 1907 —como se señala en el prefacio y posdata del editor, una descripción mucho más agradable que los indignados relatos de la Asociación para la Reforma del Congo de hace unos años—:

Makala es uno de los grandes centros de caucho del Congo, y durante mi larga estancia en ese puesto, tuve excelentes oportunidades de estudiar el método de recolección de caucho.

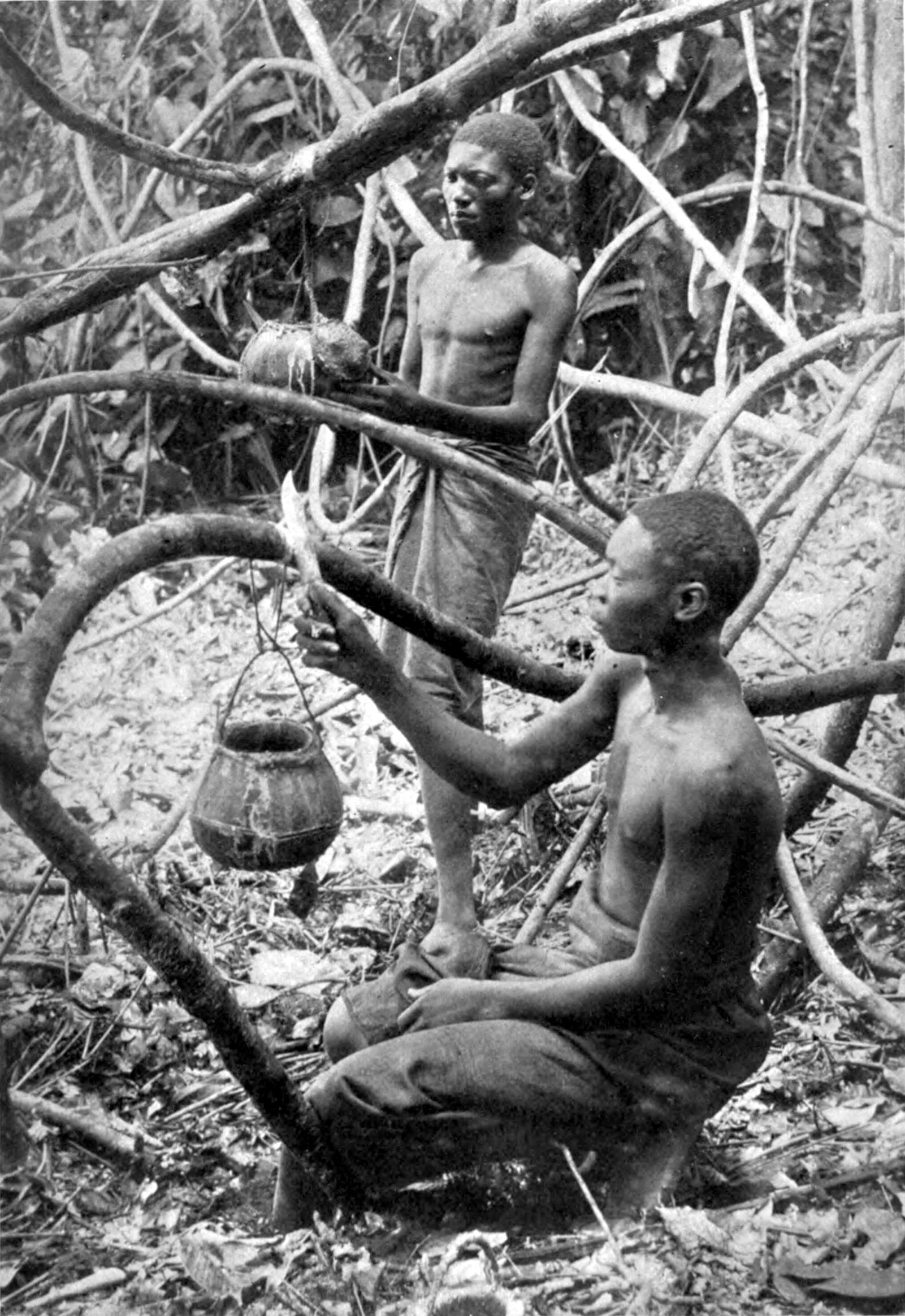
Congoleño esclavizado extrayendo caucho de una enredadera cerca al pueblo de Lusambo en Sankuru.

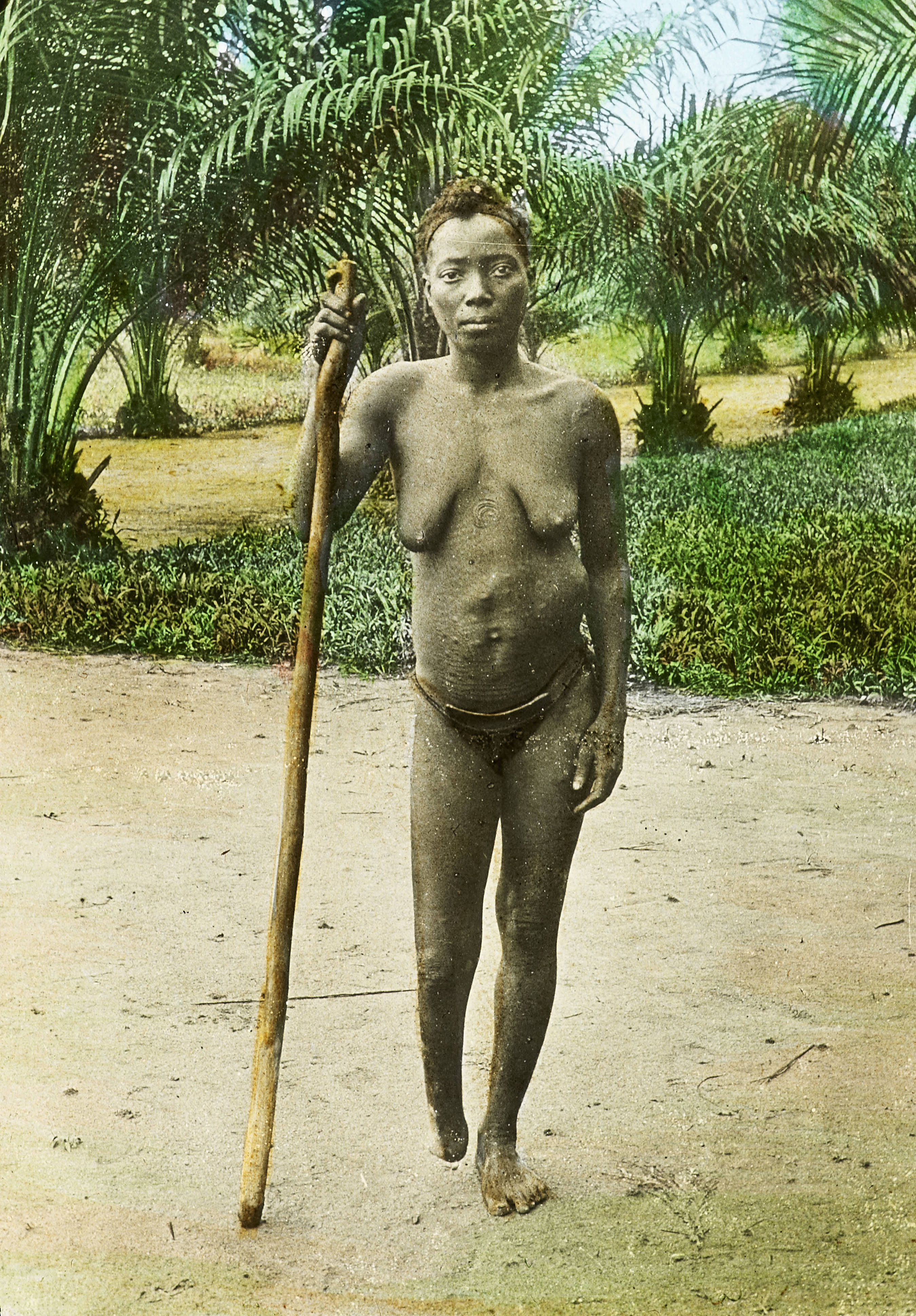
Mujer víctima de atrocidades de la industria del caucho del Congo.

En diferentes distritos, esto varía considerablemente. En Makala, cada hombre adulto tiene que traer 5 kilos al mes, y esto lo puede recoger en 40 horas de trabajo. El pago es de 30 céntimos por kilo, de los cuales alrededor del 10 por ciento se entrega al jefe y el resto al recolector.
Los nativos suelen salir en parejas, construyen una pequeña chabola en medio de la selva y trabajan en círculo alrededor de ella. Trepando al árbol de caucho o a la enredadera, cortan la corteza con dos o tres cortes en forma de V, uno debajo del otro, y luego colocan una hoja ancha debajo, para formar un canal. Se trata de conducir la savia, que exuda, sobre la consistencia y el color de la leche ideal, a una calabaza, o preferiblemente, a una olla de cocina, que se obtiene en la estación. El caucho de los árboles y las enredaderas se mezcla promiscuamente, los nativos prefieren aprovechar este último, ya que dicen que fluye más libremente. En cualquier caso, ponen un poco de caucho de enredadera con la de los árboles, ya que se coagula más rápidamente.
De vuelta a su cabaña, los recolectores vierten la savia en una olla de barro que contiene agua, la colocan sobre el fuego y la revuelven con un palo que ellos llaman bosanga. En unos diez minutos la goma, debido al ácido en el bosanga, comienza a acumularse alrededor del palo, y pronto se forma una masa. Se saca, se coloca sobre una hoja grande y se enjuaga con agua fría y limpia. Luego, envuelto en hojas, se amasa durante uno o dos minutos con las manos o los pies, para presionar el resto de la humedad. Ahora está listo para ser cortado en cubos ásperos, que se extienden para secar en una pequeña plataforma construida sobre el fuego. Aquí permanece durante una o dos horas, antes de ser empacado en las cestas en las que el nativo lo lleva a la estación.
Mientras la caravana de hombres, mujeres y niños cargada de goma, encabezada por el jefe y la guardia forestal, se dirige desde su aldea hacia el puesto, se oyen notas discordantes en una trompeta hecha de un cuerno de antílope, y todos cantan un coro. Mucho antes de que la fiesta llegue a su fin, esta música bárbara, cada vez más voluminosa, anuncia su acercamiento al funcionario a cargo, y hace sus preparativos para recibir el caucho.
Se encuentra con la caravana cargada en la escala de viga de la estación, donde se pesan las cestas ásperas y se paga el precio en tela, sal, campanas, jabón, cuentas y otros tesoros tan codiciados. El pago ha terminado, y todos se apresuran, como los niños que no van a la escuela, gritando en voz alta.
El caucho se esparce en plataformas bajo grandes cobertizos, hasta que las mujeres trabajadoras del puesto lo han cortado en pequeños y limpios cubos. Una vez hecho esto, durante tres meses se coloca en capas sobre las plataformas para que se seque y se voltea una vez cada quince días, hasta que toda la humedad se haya evaporado. Durante este proceso pierde un 25% de su peso.

Mientras tanto, se preparan cestas trenzadas muy ordenadamente de caña de ratán, en las que se embala el caucho seco, hasta que cada cesta pesa exactamente 5 libras. A cada una de ellas se le adhiere una etiqueta de hojalata, con el número y el lugar de origen que la distingue, y luego se colocan en largas filas, listas para ser transportadas por porteadores, canoas, ferrocarriles y barcos de vapor a Europa.